# عزیزه مصطفی‌زاده
عزیزه مصطفی‌زاده (به ترکی آذربایجانی: Əzizə Mustafazadə) ‏ (زاده ۱۹۶۹) خواننده و نوازنده پیانو و آهنگساز موسیقی جاز اهل آذربایجان است. او از سن سه سالگی آواز خواندن را شروع کرد. سپس به فراگیری پیانو کلاسیک پرداخت. او از کودکی به همراه پدر خود به روی سن رفت و همراه با وی به اجرای قطعات تلفیقی جاز و موسیقی مقامی آذربایجانی پرداخته است.
پدر او واقف مصطفی‌زاده خود نوازنده پیانو و آهنگساز و از مبتکران ترکیب موسیقی مقامی و جاز بود. او عزیزه را «جزیزه» (ترکیب جز و عزیزه) می‌خواند و عزیزه پنجمین آلبوم خود را به همین نام منتشر کرد و در آن بسیار یاد پدر کرده است.
عزیزه همراه مادرش الیزا که خواننده موسیقی کلاسیک است، در آلمان زندگی می‌کند.
موسیقی او ترکیبی از جاز و موسیقی مقامی آذربایجان است.

## آلبوم‌ها
- 1991 Aziza Mustafa Zadeh
- 1993 Always
- 1995 Dance of Fire
- 1996 Seventh Truth
- 1997 Jazziza
- 2000 Inspiration – Colors & Reflections
- 2002 Shamans
- 2006 Contrasts
- 2007 Contrasts II